# النهر (كوكبة)
كوكبة النهر (بالإنجليزية: The River)‏؛ وباللاتينية: Eridanus.

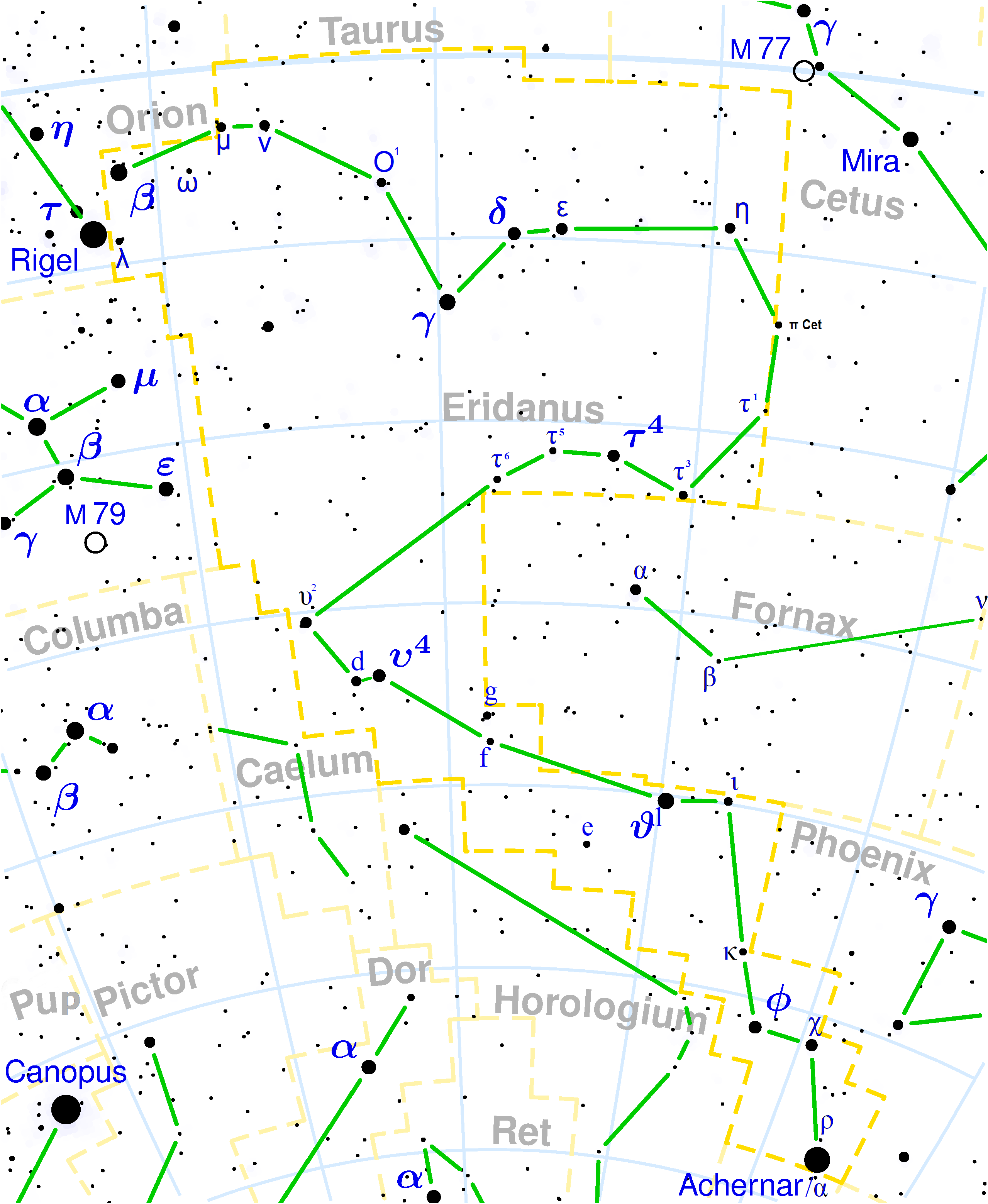

برج النهر هو برج مشترك بين نصفي سماء الكرة الأرضية[ ؟ ]، يظهر بوضوح في كلي النصفين بين خط العرض 60 درجة شمالاً وخط العرض 90 درجة جنوباً، ويعتبر شهر أيلول من أفضل الأوقات لرؤيته.
وهو سادس أكبر كوكبة في سماء الليل .
من المجرات النجمية الموجودة في برج النهر : NGC 1232, NGC 1291, NGC 1395, NGC 1407, NGC 1532.
ومن أهم النجوم في برج النهر: ألفا النهر ( آخر النهر)، وبيتا النهر ( مقدم كرسي الجوزاء)، وتيثا النهر ( الظليم).